# Celestine Babayaro
Celestine Hycieth Babayaro (Kaduna, 29 augustus 1978) is een Nigeriaanse voormalig profvoetballer die voornamelijk speelde als opkomende linksback. Van 1995 tot en met 2004 speelde hij 26 interlands voor het Nigeriaans voetbalelftal.
Babayaro kwam in 1994 uit Nigeria naar RSC Anderlecht, en speelde zichzelf in de kijker met het Nigeriaans voetbalelftal op de Olympische Zomerspelen van 1996 in Atlanta.
Al snel wekte hij de belangstelling op van enkele grote Europese voetbalclubs, en werd hij in april 1997 voor £2,25 miljoen gekocht door Chelsea - destijds een clubrecord dat werd betaald voor een tiener. Met Chelsea won hij de FA Cup en het Charity Shield in 2000, en bereikte hij nog eens de finale van de FA Cup in 2002. Hij had te maken met sterke competitie van Graeme Le Saux gedurende zijn zeven jaar in Chelsea, maar speelde toch meer dan 200 wedstrijden. In het seizoen 2004/2005, nadat Wayne Bridge bij de club kwam, speelde Babayaro slechts vier Premier League matchen. In 2004/2005 won Chelsea de Premier League.
Hij speelde even voor de Nigeriaanse ploeg tijdens het WK van 2002, voor hij internationaal voetbal voor bekeken hield in 2003. Hij maakte een korte comeback voor zijn land in de Africa Cup van 2004 in Tunesië, maar werd samen met Yakubu Aiyegbeni, spits van Portsmouth F.C., naar huis gestuurd wegens "disciplinaire redenen".
Babayaro ging via een vrije transfer in januari 2005 voor Newcastle United spelen, waar hij opnieuw meer aan spelen toekwam. In 2008 ging hij naar Amerika om bij Los Angeles Galaxy te spelen, dezelfde club als waar David Beckham actief was. Het avontuur was van een opmerkelijke korte duur. Hij speelde slechts 1 duel voor de formatie van Ruud Gullit. Op 6 maart 2008 werd zijn contract zonder een bekende reden ontbonden.

## Spelerscarrière
| seizoen | club           | land                      | competitie          | wed. | goals |
| ------- | -------------- | ------------------------- | ------------------- | ---- | ----- |
| 1994/95 | RSC Anderlecht | Vlag van België           | Jupiler League      | 22   | 0     |
| 1995/96 | RSC Anderlecht | Vlag van België           | Jupiler League      | 29   | 5     |
| 1996/97 | RSC Anderlecht | Vlag van België           | Jupiler League      | 25   | 3     |
| 1997-05 | Chelsea        | Vlag van Engeland         | Premier League      | 132  | 5     |
| 2005-07 | Newcastle Utd  | Vlag van Engeland         | Premier League      | 47   | 0     |
| 2007/08 | LA Galaxy      | Vlag van Verenigde Staten | Major League Soccer | 1    | 0     |

## Erelijst
Chelsea
- FA Cup

2000